# Løgumkloster
Løgumkloster (deutsch Lügumkloster) anhörenⓘ ist ein Ort mit 3519 Einwohnern (1. Januar 2025) im Südwesten Dänemarks. Er war Verwaltungssitz der ehemaligen Løgumkloster Kommune.

## Geografie
Løgumkloster liegt zentral in der Tønder Kommune im Westteil Sønderjyllands und ist Teil des gleichnamigen Kirchspiels (dänisch Sogn). Die vormals eigenständige Ortschaft Løgumgårde (580 Einwohner im Jahre 2009) wuchs mit der Zeit mit Løgumkloster zusammen und gilt seit 2010 statistisch als Ortsteil von Løgumkloster.
Der Ort befindet sich circa 13 km nordnordöstlich von Tønder und 30 km westlich von Aabenraa in flachem Terrain. Das Siedlungsgebiet erstreckt sich auf ungefähr 9 bis 19 m.o.h.

## Geschichte
| Jahr    | Einwohnerzahl |
| ------- | ------------- |
| 1801    | 0793          |
| 1855    | 1336          |
| 1921    | 1803          |
| 1950    | 1793          |
| 1970    | 2091          |
| 2006    | 3043          |
| Quelle: |               |

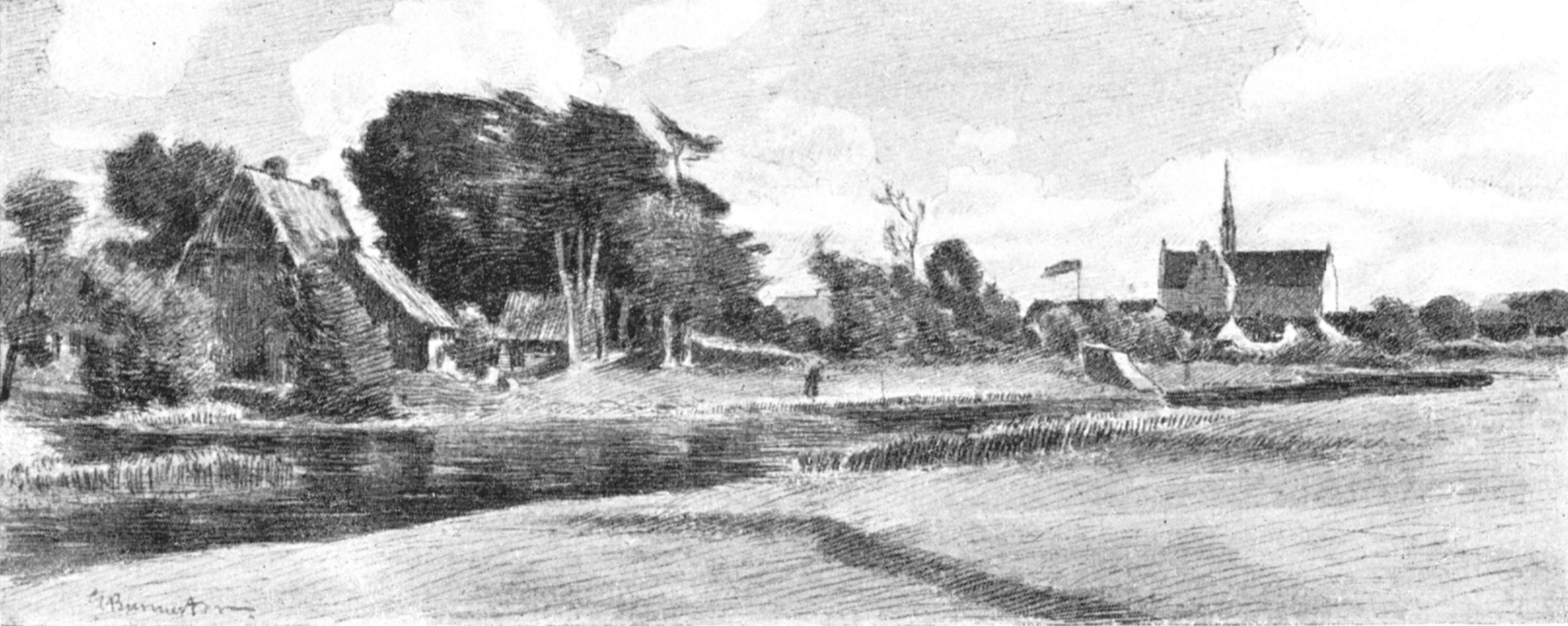
Løgumkloster um 1895

Der Ort hat seinen Ursprung im Kloster der Zisterzienser, das zwischen 1171 und 1175 von Seem dorthin verlegt worden war (Kloster Løgumkloster). Durch Schenkungen erlangte das Kloster bald erheblichen Besitz und war nach den Bischöfen von Schleswig und Ripen (Ribe) sowie dem Schleswiger Domkapitel die reichste geistliche Stiftung im Herzogtum Schleswig. Die Klosterkirche gilt neben der von Sorø als schönste des dänischen Mittelalters.
Kurz nach der Reformation wurde das Kloster geschlossen. Durch die Landesteilung von 1544 kam das Areal in den Besitz des Herzogs Johanns des Älteren, 1581 schließlich fiel es an Gottorf. Da Løgumkloster inzwischen stark angewachsen war, blieb die Klosterkirche erhalten und wurde nun zur Pfarrkirche für den südlichen Teil des bisherigen sehr großen Kirchspiels Norderlügum. Die Besitzungen des Klosters wurden in ein weltliches Amt umgewandelt, das wegen seiner geringen Größe bald den Amtmann mit dem Amt Apenrade teilen musste. Sitz der Amtsverwaltung wurde das an die Klosterkirche angebaute „Schloss“. 
1713/21 kamen die Gottorfer Landesteile im Herzogtum Schleswig wieder in königlich-dänischen Besitz. Dies änderte jedoch nichts an den Besitzverhältnissen in Lügumkloster. Im 18. und frühen 19. Jahrhundert war der Ort neben Tondern Zentrum der Klöppelspitzenproduktion. Darüber hinaus hatte Lügumkloster als Marktort für ein recht weites Umland Bedeutung.
Ab 1850 war nicht mehr der Apenrader, sondern der Tonderaner Amtmann für das Amt Lügumkloster zuständig. Nach der Eroberung Schleswigs durch Preußen kam Lügumkloster an den Kreis Tondern, behielt aber seinen Status als Flecken bei.
Die Industrialisierung ging an Lügumkloster wie überhaupt am damaligen Kreis Tondern weitgehend vorbei. Die Siedlung blieb vor allem als Marktort von Bedeutung.
Während des Ersten Weltkriegs wurde südlich des Ortes nahe dem Wald Draved Skov ein Lager für Kriegsgefangene angelegt. Bei einer Flecktyphus-Epidemie kamen 1916 zahlreiche belgische und russische Soldaten ums Leben. Nach dem Krieg wurde ihnen zu Ehren eine Gedenkstätte angelegt.
Bei der Volksabstimmung in Schleswig 1920 gab es in Løgumkloster 542 Stimmen für eine dänische und 519 Stimmen für eine deutsche Zugehörigkeit.
1970 wurde die Løgumkloster Kommune im Rahmen einer Kommunalreform durch Zusammenlegung mit benachbarten Gemeinden geschaffen. Løgumkloster wurde Verwaltungssitz jener Kommune bis zu einer weiteren Verwaltungseinheiten-Reform im Jahre 2006, als die Løgumkloster Kommune in die Tønder Kommune eingegliedert wurde.

## Sehenswürdigkeiten
- Die romanisch-gotische Klosterkirche zählt zu den bedeutendsten Kulturdenkmälern des Landesteils.
- Das Schloss, früher Amtshaus, ein Ziegelbau von 1614, wurde westlich an die Kirche angebaut. Es beherbergt heute eine Abteilung des Aus- und Weiterbildungszentrums der Dänischen Volkskirche.
- Unweit der Kirche befindet sich das größte Glockenspiel Nordeuropas mit 49 Glocken. Der frei stehende 25 Meter hohe Turm wurde 1973 eingeweiht. Neben den sechs täglichen Liedern gibt es in regelmäßigen Abständen Konzerte.
- Heimatmuseum am Holmpladsen mit wechselnden Ausstellungen
- Das Ortsbild des alten Fleckens mit dem übergroßen Marktplatz hat sich sehr gut erhalten. Vor allem Klostergade (Klosterstraße) und Lillegade (Kleine Straße) zeigen geschlossene Ensembles der ortstypischen breiten, einstöckigen Ziegelbauten mit Krüppelwalmdach und Traufseite zur Straße.
- Der südlich gelegene Draved Skov (Draviter Wald) entwickelt sich als Urwald und wird nicht bewirtschaftet.

## Bildung und Kultur
- Zehnklassige Kommunalschule
- Sportsnachschule (dänisch Idrætsefterskole) SINE
- Deutsche Schule
- Dänischer und deutscher Kindergarten
- Musikschule, die als einzige in Dänemark Glöckner ausbildet
- Refugium
- Kommunale Bücherei mit Postdienststelle

## Wirtschaft
Løgumkloster ist Einkaufsort für das Umland in der dünn besiedelten Kommune. Südlich des Ortskerns liegt ein Industriegebiet mit einer Futtermittel- und einer Kerzenfabrik. Der Auspendleranteil ist hoch. Das kulturelle Angebot vor allem im Musikbereich ist ebenso wie der Tourismus ein relevanter Wirtschaftsfaktor.

## Verkehr

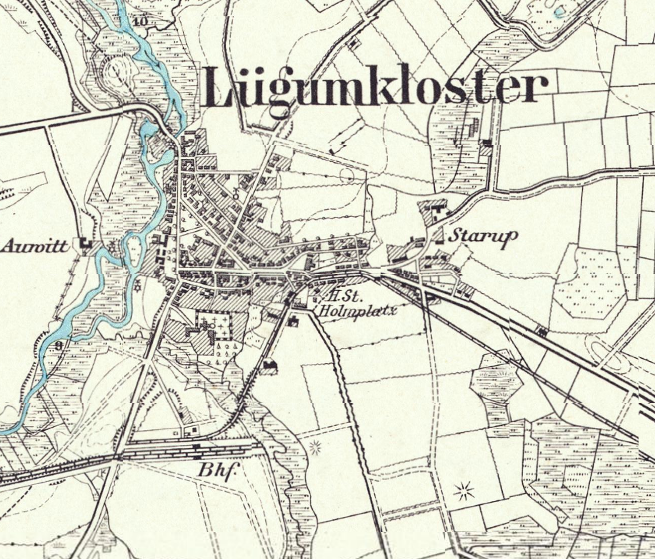
Stadtplan kurz nach 1900

Løgumkloster ist per Landstraße mit Tønder (dt.: Tondern), Ribe (dt.: Ripen), Kolding, Haderslev (dt.: Hadersleben), Aabenraa (dt.: Apenrade) und Tinglev (dt.: Tingleff) verbunden.
Durch eine Stichbahn nach Bredebro wurde Lügumkloster 1887 mit der Bahnstrecke Bredebro–Lügumkloster verbunden. 1901 folgte ein Anschluss der Apenrader Kreisbahn mit Bahnhof am Holmplatz. Letztere wurde 1926/27 durch eine vollspurige Nebenbahn ersetzt und mit der westlichen Stichbahn verbunden. Doch schon 1936 verlor die Gemeinde ihren Bahnanschluss auf Dauer. Nächste Station ist das acht Kilometer westlich gelegene Bredebro. 30 km östlich liegt Rødekro, von wo es direkte Verbindungen nach Kopenhagen, Aarhus und Hamburg gibt.
Regelmäßige Busverbindungen bestehen nach Bredebro, Tønder, Skærbæk, Aabenraa und Haderslev.

## Persönlichkeiten
- Andreas Christiansen (1743–1811), geboren im Nachbardorf Ellum, Kaufmann und Reeder
- Hans Schmidt-Gorsblock (1889–1982), auf Hof Gorsblock geborener  Autor, Herausgeber und Landwirt
- Martin Schwarz Lausten (* 1938), Theologe und Professor für Kirchengeschichte
- Uwe Jessen (* 1971), Diplom-Betriebswirt und Generalsekretär des Bundes Deutscher Nordschleswiger
- Stephanie Lose (* 1982), Politikerin
- Kevin Møller (* 1989), Handballtorwart

## Fotogalerie

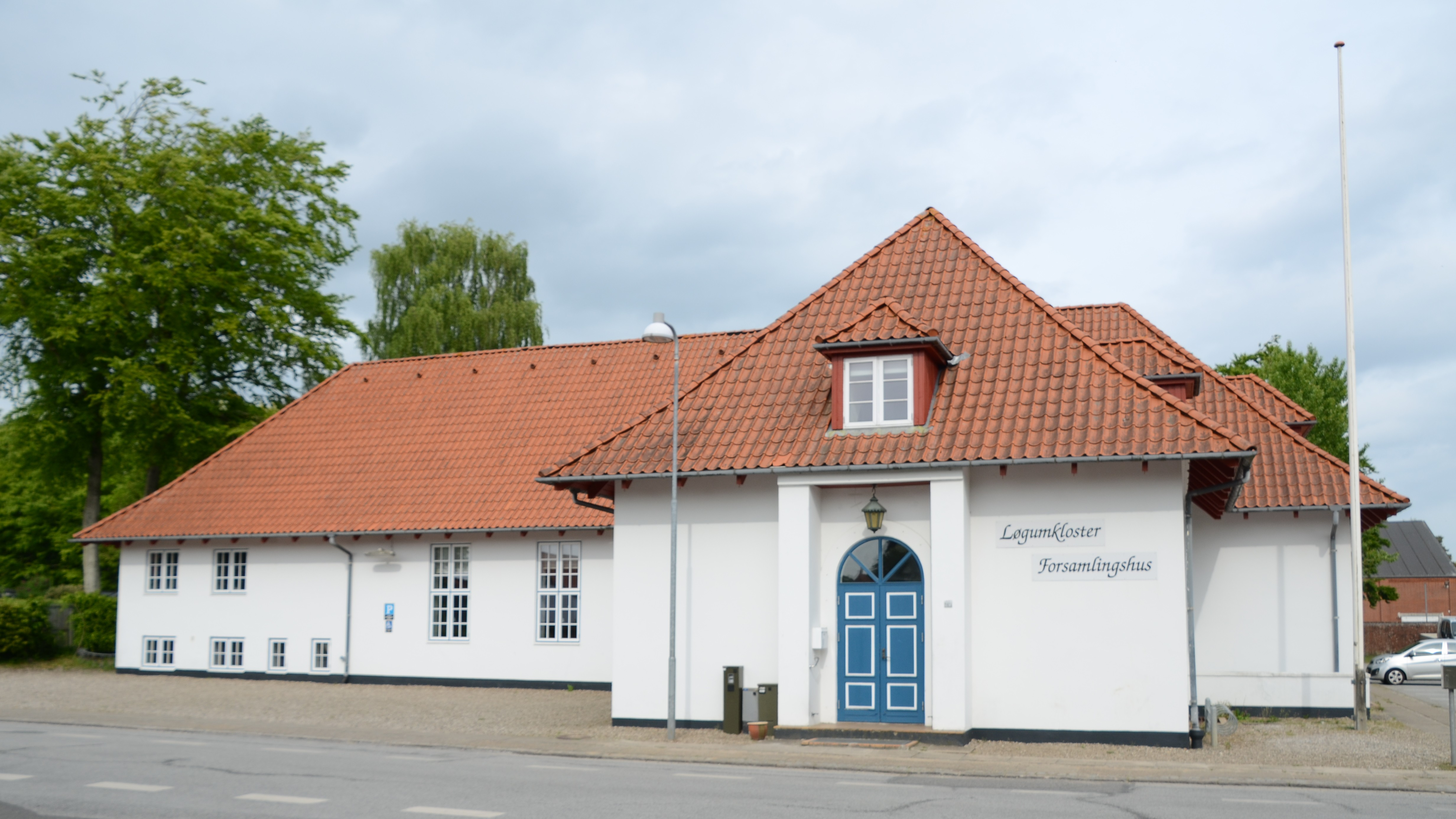
Gemeindehaus (Forsamlingshus)
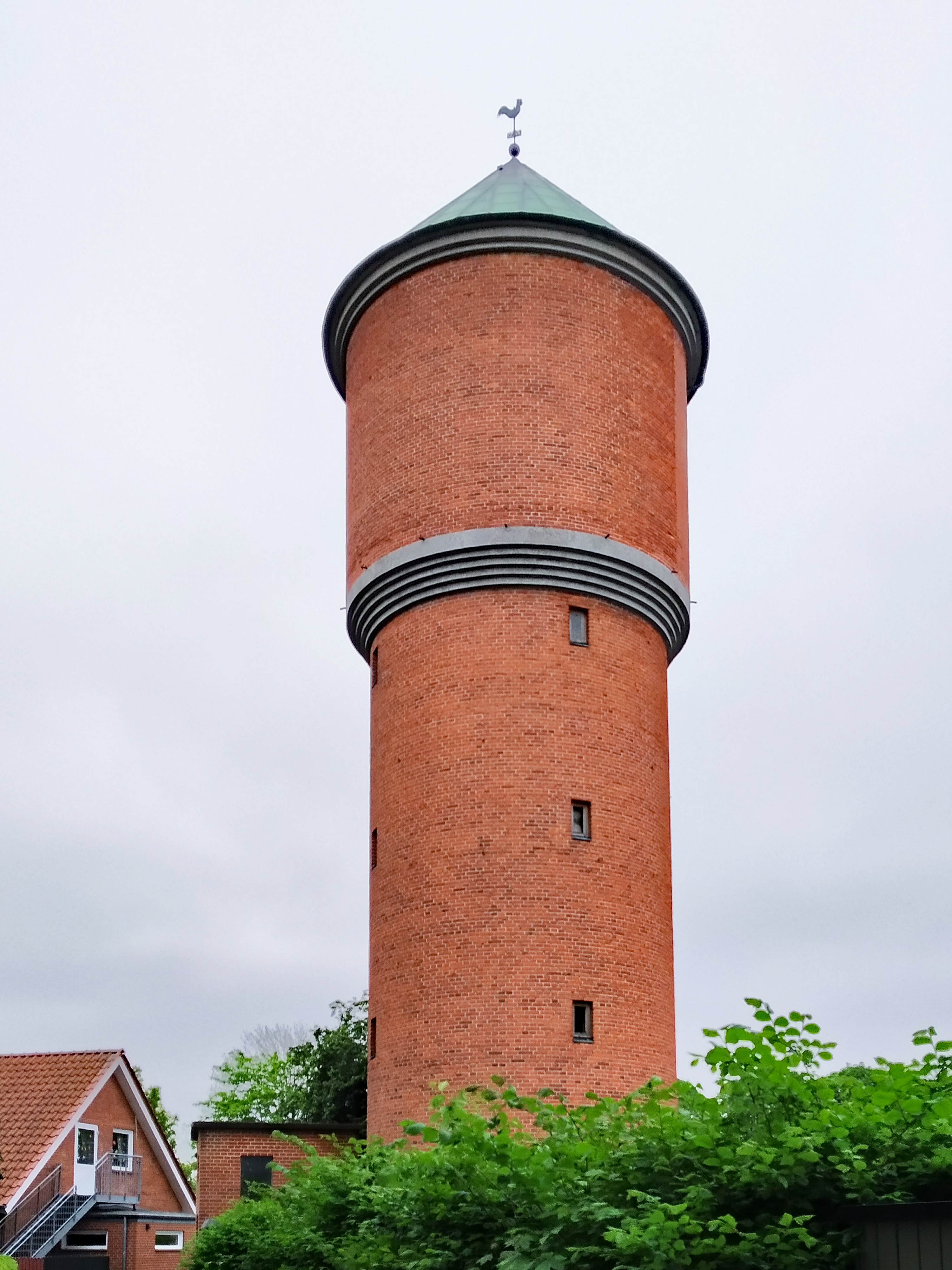
Wasserturm
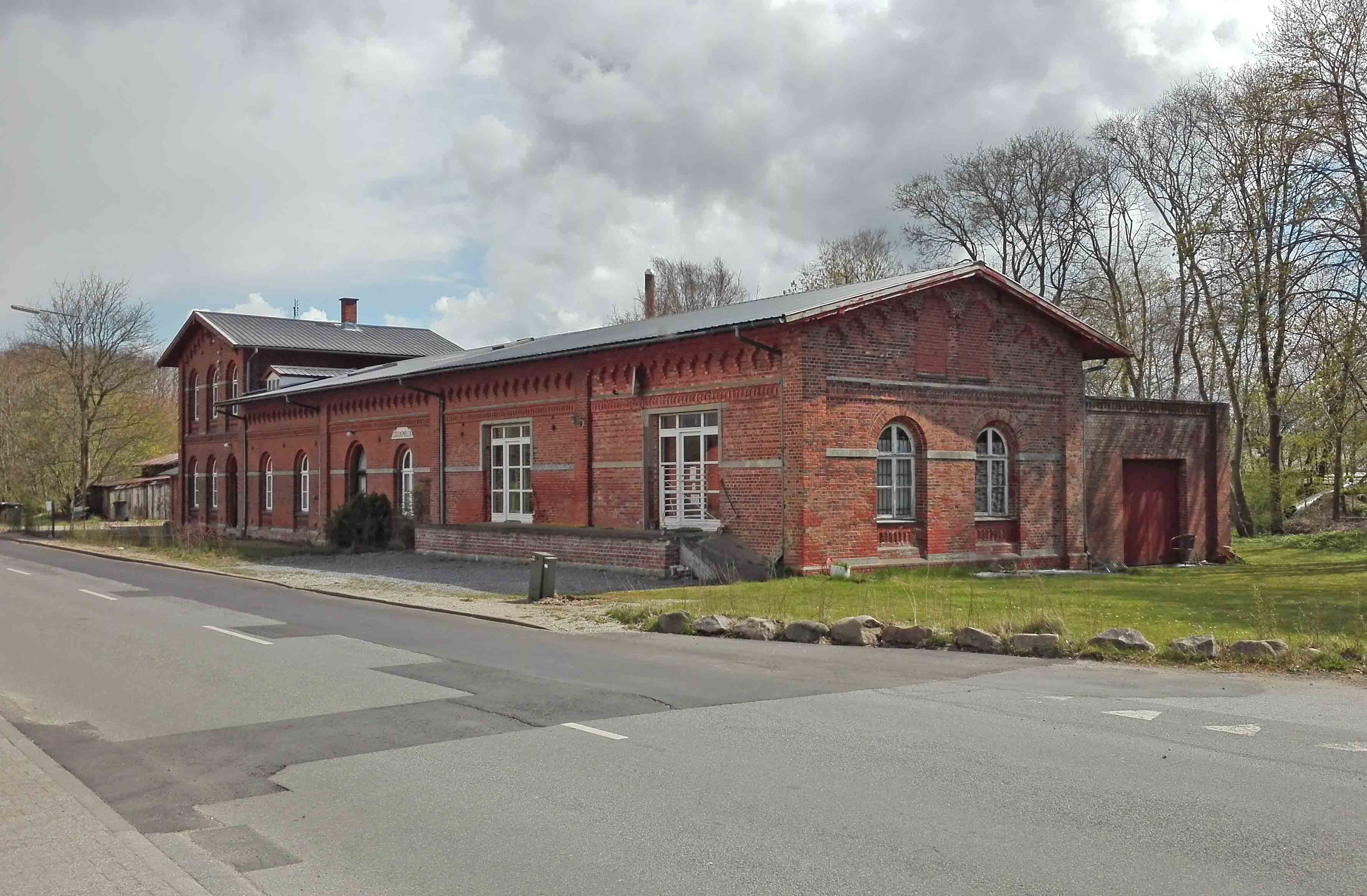
Stillgelegter Bahnhof
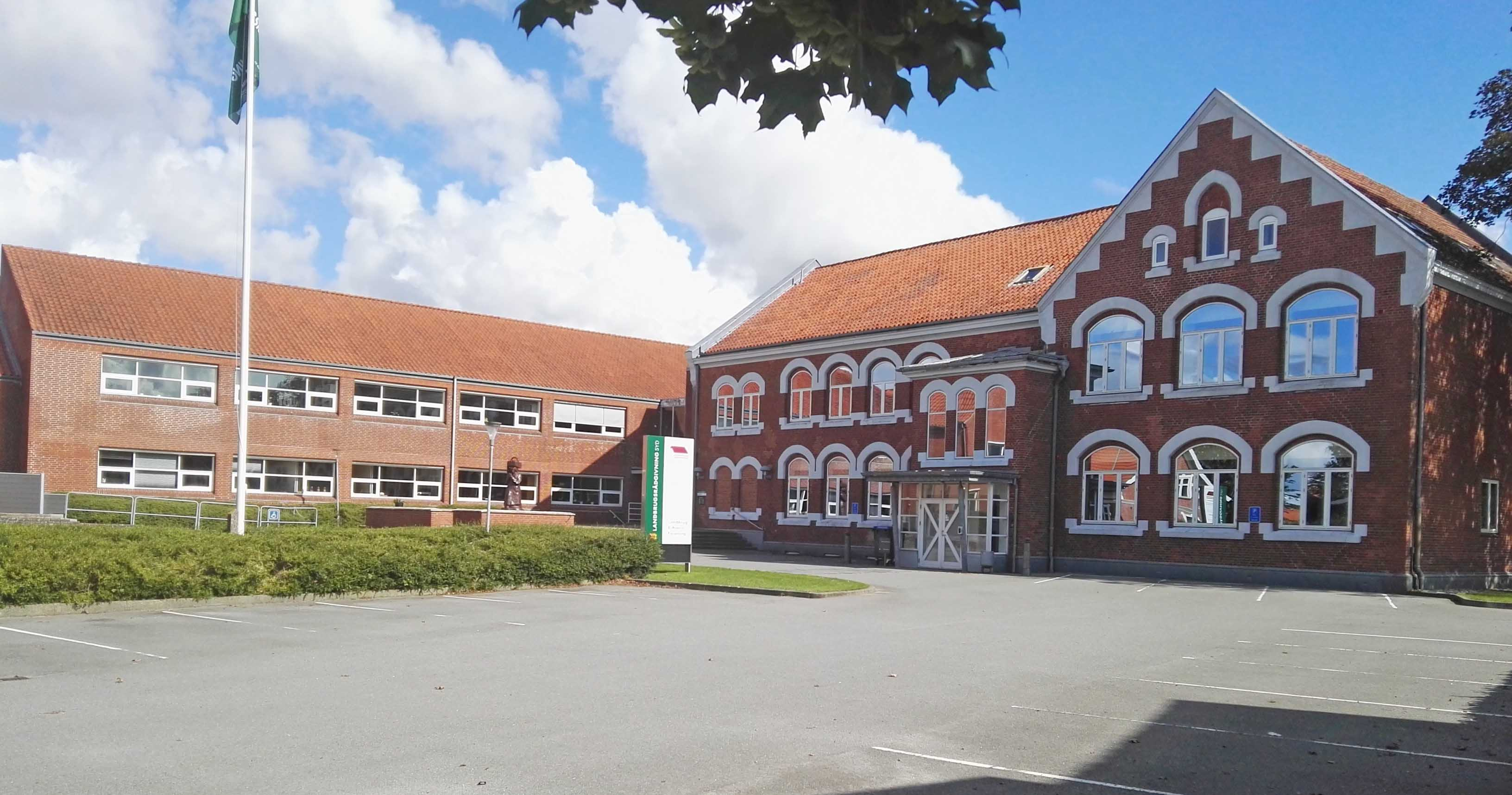
Ehemaliges Rathaus der Løgumkloster Kommune